# Karolina Öhman
Karolina Öhman (* 1985 in Umeå) ist eine schwedische Cellistin.

## Leben und Wirken
Karolina Öhman wurde in Umeå, Schweden, geboren. 
Karolina Öhman tritt international mit einem vielseitigen Repertoire auf. Tourneen und Festivalauftritte führten Öhman in viele Länder Europas und Asien. Durch die Zusammenarbeit mit Komponisten und Komponistinnen brachte Karolina Öhman zahlreiche Solo – und Kammermusikwerke zur Uraufführung.
Öhman studierte an der Musikhochschule Stockholm / Edsbergs Musikinstitut bei Torleif Thedéen. Ihr Konzertdiplom erlangte sie bei Thomas Demenga an der Musik-Akademie der Stadt Basel. 2010 erhielt sie das Solistendiplom bei Thomas Grossenbacher an der Zürcher Hochschule der Künste. 
Karolina Öhman spielte als Solistin mit u. a. dem Sinfonieorchester Basel, dem WDR Sinfonieorchester, Meininger Hofkapelle, Camerata Zürich, Kammerphilharmonie Graubünden, Basel Sinfonietta und dem Ensemble Namascae. 
Sie ist Mitglied beim Mondrian Ensemble Basel, Ensemble neuverBand Basel, Trio SÆITENWIND und bei den Curious Chamber Players Stockholm. 2008 gründete sie das Cello-Schlagzeug-Duo Duo UmeDuo, mit dem sie regelmäßig in ganz Europa konzertiert. 
Öhman gewann mehrere Preise, unter anderem den Schweizer Musikpreis mit dem Mondrian Ensemble 2018 sowie den 1. Preis beim Concours Nicati 2013.
Seit 2016 ist sie Solocellistin bei der Kammerphilharmonie Graubünden.